# State Grid Corporation
State Grid Corporation este o companie chineză de utilități care se ocupă cu producerea, transportul și distribuția electricității.